# اس‌ام‌اس روستوک
اس‌ام‌اس روستوک (به انگلیسی: SMS Rostock) یک کشتی بود که طول آن ۱۴۲٫۲ متر (۴۶۶ فوت ۶ اینچ) بود. این کشتی در سال ۱۹۱۲ ساخته شد.